# Миф об использовании мозга на 10%
Миф об использовании мозга на 10 % — мнение (миф, городская легенда) о том, что большинство людей используют не более 10 % мозга (в других вариантах легенды — 15 %, 7 %, 5 % и так далее). Утверждение «люди используют только 10 % их мозга» используется в науке как пример «неправильного представления о психологии» или «нейромифа». Организация экономического сотрудничества и развития также оценивает данное утверждение как «нейромиф». Бездоказательно приписывается различным людям, в частности Альберту Эйнштейну. Также заявляется, что люди могут увеличить свою мозговую активность за счёт задействования «неиспользуемой» части мозга, что составляет сюжет многочисленных фантастических произведений. Под «неиспользуемой» частью могут пониматься также потенциальные возможности мозга, однако и в такой версии утверждение о том, что люди используют 10 % (потенциальных) возможностей мозга, не поддерживается научным сообществом и описывается в научных работах как миф или заблуждение. Нейробиолог Дин Бёрнетт считает, что этот миф не просто глупая идея, но ещё и опасная: экстрасенсы и приверженцы идеи экстрасенсорного восприятия могут использовать миф для оправдания своих ненаучных высказываний — все псевдонаучные или ошибочные идеи о мозге, отвергаемые нейронауками, можно логически обосновать через миф о 10 % (мол, то, что исследует наука, объясняет лишь 10 % возможностей мозга, а всё, с чем она не согласна — 90 %).
Интеллект действительно можно развивать при помощи упражнений, но сама мысль о том, что люди используют только часть мозга, ошибочна. По современным данным, каждая часть мозга имеет определённую функцию. Исследования не выявили областей мозга, которые бы не использовались.

## Происхождение
Одной из версий происхождения мифа могут являться результаты работы Уильяма Джеймса и Бориса Сайдиса. В 1890-х годах они тестировали свою теорию ускоренного развития ребёнка на примере сына Бориса Сайдиса, вундеркинда Уильяма Сайдиса, которого называли обладателем самого высокого IQ в истории. Уильям Сайдис высказал предположение, что остальные люди используют свой мозг не полностью, вследствие чего оно оказалось процитировано в предисловии к книге 1936 года Дэйла Карнеги «Как завоёвывать друзей и оказывать влияние на людей», где американский писатель Лоуэлл Томас написал: «Профессор Уильям Джеймс говорит, что люди используют лишь 10 процентов своих умственных способностей». При этом, Джеймс, рассуждая об этой идее, никогда не указывал какой-либо конкретный процент.
Согласно другой теории, миф появился из-за недопонимания (или неправильной интерпретации) нейробиологических исследований конца XIX — начала XX века. К примеру, функции многих отделов мозга (особенно в коре головного мозга) настолько сложны, что следствия повреждений имеют неочевидный характер, что затрудняло понимание назначения отделов первыми нейробиологами. Доктор Джеймс Калат заметил, что уже в 1930-х годах нейробиологи знали о множестве «локальных» нейронов, непонимание функций которых могло привести к мифу о десяти процентах. В самом деле, легко представить, что миф появился просто из-за усечения утверждения «в каждый момент времени человек использует только 10 % своего мозга».
Несмотря на то, что функции многих отделов мозга уже понятны, для учёных остаётся загадкой взаимодействие клеток, приводящее к сложному поведению и расстройствам. Самым сложным, пожалуй, является вопрос о том, как же различные отделы мозга, работая вместе, формируют сознание. На данный момент нет единственного центра сознательной деятельности, что наталкивает учёных на мысль о том, что оно является плодом коллективного труда разных отделов мозга.
Происхождение мифа также приписывалось доктору-нейробиологу Уайлдеру Пенфилду, нейрохирургу, который был основателем и первым директором Монреальского неврологического института при университете Макгилл.

## Опровержение
Нейробиолог Барри Гордон характеризует миф как «смехотворно ошибочный», добавляя: «Мы используем практически все части мозга, и они активны практически постоянно». Барри Бейерштейн приводит семь «сомнений», опровергающих миф о десяти процентах:
1. Повреждение мозга: на примерах инсульта и проникающего ранения головы рассматривается труднопоправимый ущерб, наносимый в таких случаях. Если мы предположим, что 90 % мозга обычно не используется, то тогда значительная часть мозга могла бы выдержать ущерб, нанесённый повреждением без потерь для умственных, вегетативных, или поведенческих способностей.
2. Эволюция: согласно современным научным данным, эволюция обычно устраняет лишнее, а мозг обходится телу довольно дорого в плане потребления кислорода и питательных веществ. Он может требовать до 20 % всей энергии тела, при этом составляя лишь 2 % массы[21][22]. Если бы 90 % были не нужны, люди с меньшим, более эффективным мозгом имели бы эволюционное преимущество — остальным сложнее было бы проходить естественный отбор. Отсюда также очевидно, что такой большой мозг не мог бы даже появиться, если бы в нём не было потребности. Кроме того, увеличенный череп повышает риск смерти при рождении[23]. Такое давление обязательно избавило бы популяцию от лишнего мозга.
3. Сканирование: позитронно-эмиссионная томография и функциональная магнитно-резонансная томография позволяют наблюдать работу живого мозга. Они показали, что даже во время сна в мозге имеется некая активность. «Глухие» зоны появляются лишь в случае сильных повреждений.
4. Локализация функций: вместо того чтобы быть единой массой, мозг делится на отделы, которые выполняют различные функции. На определение функций каждого отдела были потрачены многие годы, и отделений, не выполняющих никаких функций, обнаружено не было.
5. Микроструктурный анализ: при регистрации деятельности отдельных нейронов учёные наблюдают за жизнедеятельностью отдельно взятой клетки.
6. Исследования метаболизма: если 90 % мозга неактивно, то в этих частях мозга будет пониженное потребление глюкозы при выполнении какой-либо задачи. Это можно проверить при помощи 2-дезоксиглюкозы, которая в отличие от природных углеводов не метаболизируется в клетках, а поэтому накапливается в тех местах, в которых происходит наибольшая активность мозга.
7. Элиминация лишних нейронов и связей между ними: клетки мозга, которые не используются, имеют тенденцию вырождаться. Следовательно, если 90 % мозга были бы неактивны, то вскрытие мозга взрослого человека показало бы масштабное вырождение.

## В современной культуре
Миф использовался как основа или упоминался в таких фильмах, как «Полёт навигатора» (1986), «Защищая твою жизнь» (1991), «Области тьмы» (2011), «Люси» (2014), а также в сериале «Герои» (2006—2010).